# Arrondissement de Mitte
Pour l’article homonyme, voir Arrondissement de Mitte (Leipzig).
Mitte [ˈmɪtə]  est le 1er arrondissement administratif (Bezirk), au centre de Berlin, formé en 2001 par la fusion des anciens districts de Mitte (qui correspondait à l'actuel quartier de Mitte), Tiergarten et Wedding. Quand les Berlinois parlent de « Mitte », ils désignent le plus souvent le quartier de Berlin-Mitte et non pas l'arrondissement élargi.
L'arrondissement de Mitte comprend le siège du gouvernement allemand et la plupart des organes constitutionnels. C'est aussi le siège du Sénat de Berlin. Cet arrondissement est le seul, avec celui de Friedrichshain-Kreuzberg, à mêler des anciens districts de Berlin-Ouest et de Berlin-Est.

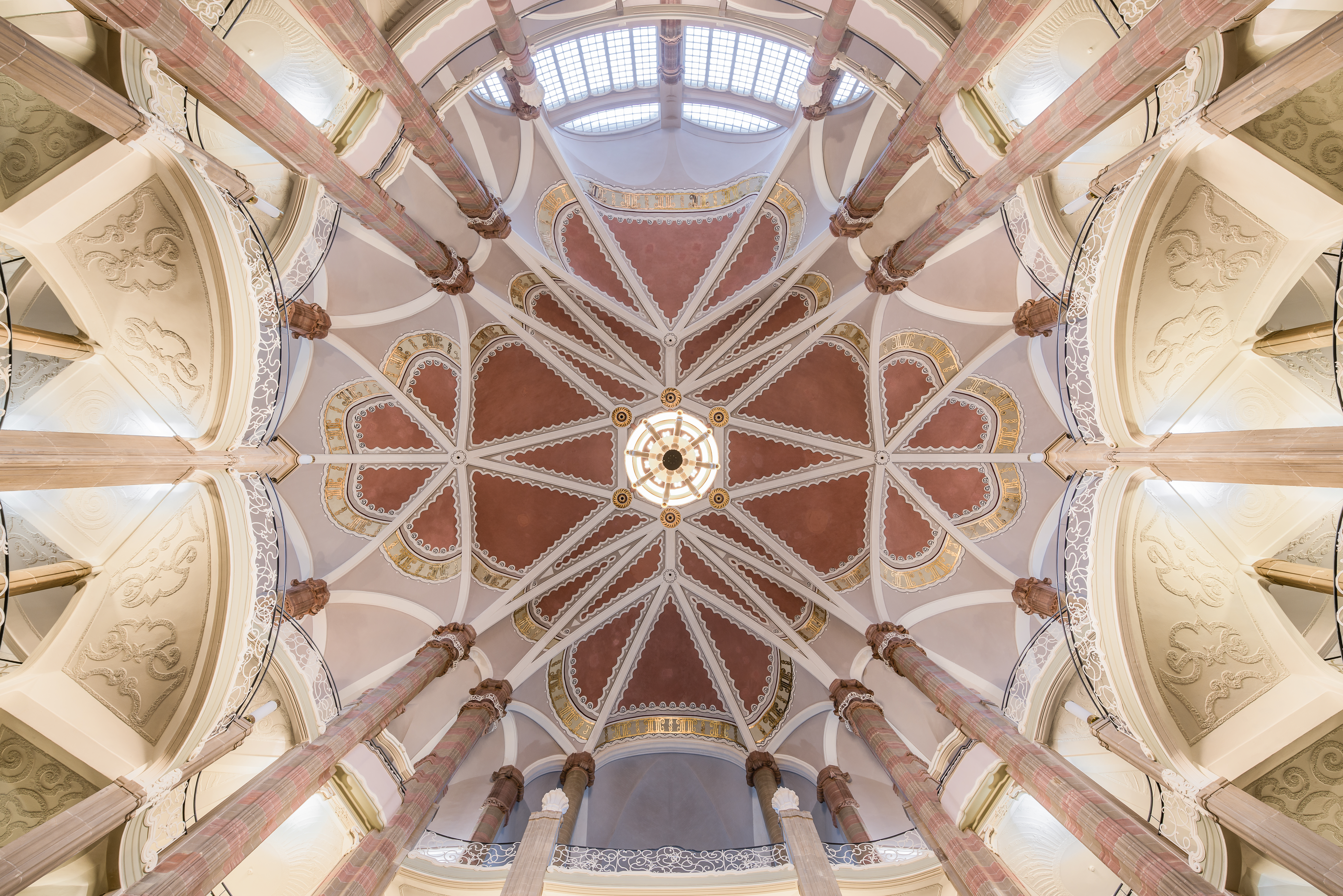
Au plafond du Tribunal municipal de Berlin (de) dans l'arrondissement de Mitte. Janvier 2017.
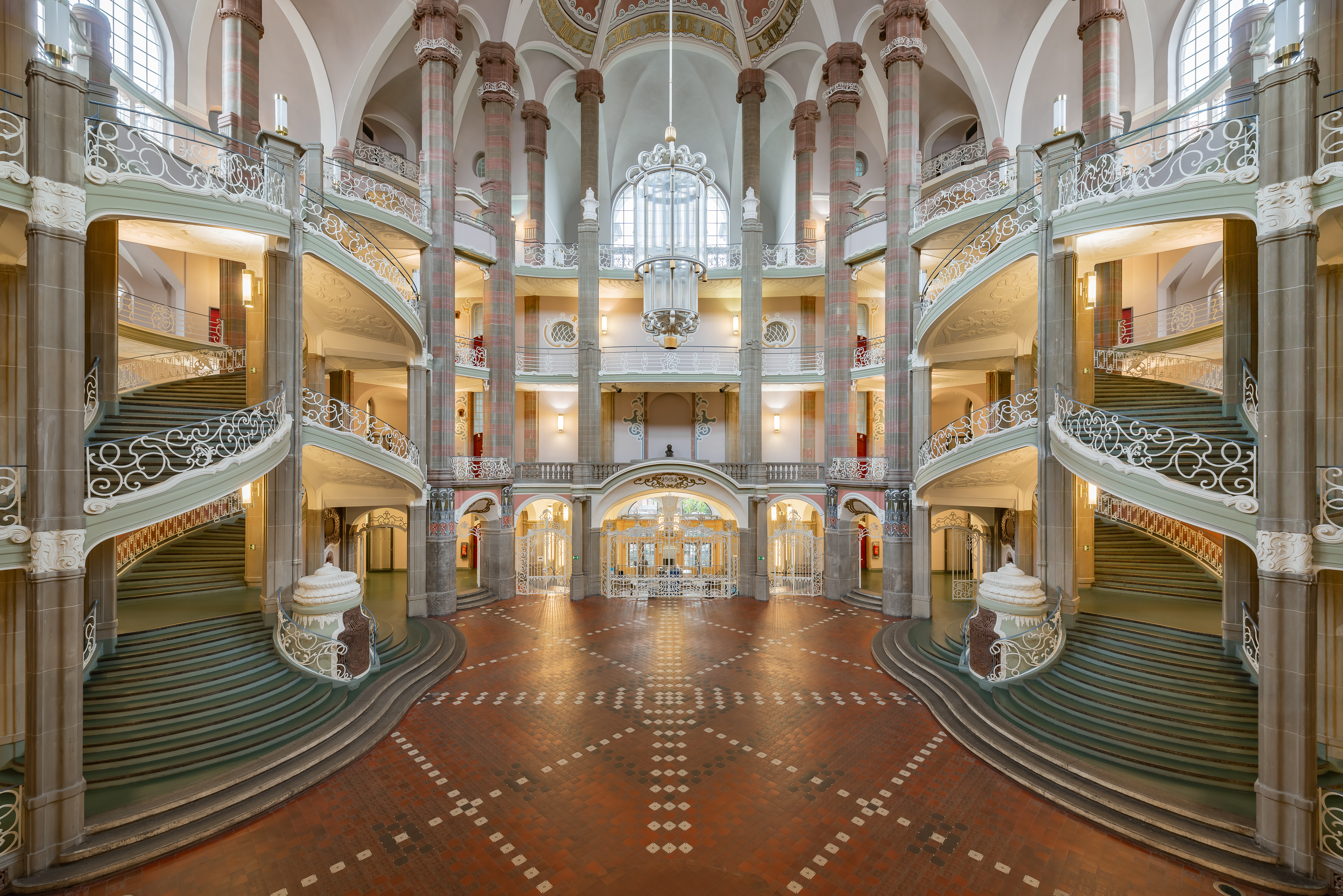
L'intérieur du même Amtsgericht. Octobre 2019.

## Les quartiers
Mitte est l'un des deux arrondissements de Berlin, avec Friedrichshain-Kreuzberg, qui se situe en partie dans l'ancien Berlin-Ouest et dans l'ancien Berlin-Est. L'arrondissement de Mitte est divisé en six quartiers (Ortsteil) :
| Quartier                | Superficie (km²) | Population (01/2017) | Densité (hab/km²) |
| ----------------------- | ---------------- | -------------------- | ----------------- |
| (0101) Mitte            | 10,70            | 85 295               | 7 971             |
| (0102) Moabit           | 7,72             | 77 540               | 10 044            |
| (0103) Hansaviertel     | 0,53             | 5 728                | 10 808            |
| (0104) Tiergarten       | 5,17             | 14 565               | 2 817             |
| (0105) Wedding          | 9,23             | 85 402               | 9 253             |
| (0106) Gesundbrunnen    | 6,13             | 92 979               | 15 168            |
| Arrondissement de Mitte | 39,47            | 371 407              | 9 410             |

## Politique

Les 55 délégués élus pour la période 2016-2021 et leurs couleurs partisanes respectives :
Grüne 14
SPD 13
Linke 10
CDU 8
AfD 5
FDP 3
Piraten 2

Le maire et les conseillers d'arrondissement sont nommés par 55 délégués bénévoles élus pour cinq ans. La dernière élection a eu lieu le 18 septembre 2016, en parallèle des élections législatives.

### Maires successifs depuis 2001
| Mandat            | Maire d'arrondissement | Parti |
| ----------------- | ---------------------- | ----- |
| 01/2000 - 10/2006 | Joachim Zeller         | CDU   |
| 10/2006 - 10/2016 | Christian Hanke        | SPD   |
| depuis 10/2016    | Stephan von Dassel     | Grüne |

## Jumelages
| International - Higashiōsaka (Japon) depuis 1959 - Holon (Israël) depuis 1980 - Tourcoing (France) depuis 1995 - Shinjuku (Japon) depuis 1994 - Tsuwano (Japon) depuis 1995 - Terézváros (Hongrie) depuis 2005 - Beyoğlu (Turquie) depuis 2008 | National - Cassel (Hesse) – depuis 1962 - Bottrop (Rhénanie-du-Nord-Westphalie) – depuis 1983 - Arrondissement de Schwalm-Eder (Hesse) – depuis 1992 |